# NGC 6398
NGC 6398 في الفهرس العام الجديد، هي مجرة، تقع في كوكبة الطاووس. اكتشفت في 7 يوليو 1836 بواسطة جون هيرشل.

## روابط خارجية
- NGC 6398 على موقع ويكي سكاي: DSS2, SDSS, GALEX, IRAS, Hydrogen α, X-Ray, Astrophoto, Sky Map, Articles and images